# Waldemar Polczyński
Waldemar Krzysztof Polczyński (ur. 10 grudnia 1954 we Wrocławiu) – polski polityk, technik budowlany, poseł na Sejm I kadencji.

## Życiorys
Uzyskał wykształcenie średnie zawodowe, ukończył w 1974 Technikum Budowlane nr 3 we Wrocławiu.
W wyborach w 1991 uzyskał mandat posła I kadencji. Został wybrany w okręgu białostocko-suwalskim z listy Konfederacji Polski Niepodległej. Zasiadał w Komisji Mniejszości Narodowych i Etnicznych oraz Komisji Polityki Przestrzennej, Budowlanej i Mieszkaniowej. Później zatrudniony w Suwalskiej Spółdzielni Mieszkaniowej w Suwałkach jako kierownik działu.
W 1993 bez powodzenia ubiegał się o reelekcję. W 2001 po raz kolejny kandydował do parlamentu, tym razem z listy komitetu wyborczego Alternatywa Ruch Społeczny jako członek ugrupowania KPN-Ojczyzna.
Został przewodniczącym komisji rewizyjnej Instytutu Historycznego Nurtu Niepodległościowego im. Andrzeja Ostoi-Owsianego.